# Nuevo alto alemán
El nuevo alto alemán (en alemán: neuhochdeutsche Sprache) es el término empleado para el período más reciente de la historia del idioma alemán, cuyos comienzos se pueden notar a partir de mediados del siglo XVII. La característica más importante de este período es el desarrollo de una lengua escrita estandarizada, seguida por la estandarización del idioma hablado. Como resultado de este proceso se ha dado el idioma alemán estándar, que forma la actual y última variante del nuevo alto alemán, por lo que recibe por antonomasia el autoglotónimo Hochdeutsch («alto alemán») como sinónimo del alemán estándar. En lingüística se refiere al nuevo alto alemán con las siglas NHG (del inglés, New High German) o NHD (del alemán, Neuhochdeutsch).
El nuevo alto alemán es la más reciente variedad del alto alemán, precedida del alto alemán antiguo (Althochdeutsch, 500/740-1050), el alto alemán medio (Mittelhochdeutsch, 1050-1500) y, en algunas clasificaciones, el nuevo alto alemán temprano (Frühneuhochdeutsch, 1350-1650, considerado una fase de transición). Es importante notar que pese al uso del término Hochdeutsch para el alemán estándar, en contextos lingüísticos y académicos el mismo se refiere al grupo de lenguas altogermánicas en su totalidad. En Suiza se denomina al alemán estándar por su nombre, Standarddeutsch, y tiene algunas características propias.

## Periodización
El término «nuevo alto alemán» apareció por primera vez en 1819 de la mano de Jacob Grimm, para describir la forma que ha tomado el alemán a partir de 1450 hasta la actualidad, siguiendo directamente al alto alemán medio.
En 1878 Wilhelm Scherer propuso la existencia de un período de transición, entre 1450 y 1650, al que llamó «nuevo alto alemán temprano», sugiriendo por tanto un comienzo mucho más tardío (dos siglos de diferencia) de la última fase del desarrollo del idioma. Esta periodización, la más aceptada por historiadores e investigadores de la lengua, tiene razones tanto lingüísticas como extralingüísticas para defender el comienzo de un nuevo período lingüístico a mediados del siglo XVII. Es en ese momento que se concluyen los cambios de sonido que han dado forma al sistema fonológico del alemán moderno, no produciéndose otros cambios significativos en este aspecto hasta la actualidad. La publicación en 1641 del Teutsche Sprachkunst de Georg Schottelius marca el comienzo del debate sobre una lengua nacional estandarizada. En el terreno político es cuando se firma la Paz de Westfalia (1648), poniendo fin a la guerra de los Treinta Años (con la consiguiente reducción de la población autóctona a menos de un tercio de su tamaño original), garantizando la independencia relativa de cientos de estados grandes y pequeños dentro del Sacro Imperio Romano Germánico, y reconociendo la independencia total de Países Bajos y Suiza.
El período del nuevo alto alemán a menudo se subdivide en tres etapas, con un punto de flexión producido en la primera mitad del siglo XIX y otro después de 1945. Durante la primera de estas etapas, conocida como «nuevo alto alemán temprano» (Älteres Neuhochdeutsch), es cuando se produce el gradual desarrollo de una lengua escrita estandarizada, llevado a cabo por lingüistas (en la academia) y escritores (en la literatura). La segunda etapa, denominada «nuevo alto alemán tardío» (Jüngeres Neuhochdeutsch), ve una extensa difusión de este modelo estandarizado en los medios de comunicación, el la lengua científica (convirtiéndose en la lengua internacional de la ciencia), en la educación y —de mayor importancia— en el idioma hablado (que sigue conservando, sin embargo, muchos de los regionalismos). Tras la Segunda Guerra Mundial, con la pérdida de territorios de habla alemana en el este de Europa, el declive del alemán como lengua internacional y la influencia cada vez mayor del inglés en el vocabulario, se marca el inicio de la última etapa, quizá menos distintiva en términos lingüísticos, conocida como «alemán contemporáneo» (Gegenwartsdeutsch).
Es importante notar, sin embargo, que esta subdivisión del nuevo alto alemán en etapas solo se contempla desde el punto de vista del uso del idioma y no por sus características intrínsecas, ya que tanto la fonología como la morfología, aunque racionalizadas para encajar en un idioma estandarizado, no han sufrido cambios sustanciales desde mediados del siglo XVII.

## Territorio de influencia
En los primeros dos siglos del nuevo alto alemán, la frontera lingüística del alemán se mantuvo relativamente estable, incluso donde el territorio mismo cambió de manos, como en el caso de Alsacia, cedida a Francia en la Paz de Westfalia.
Los cambios más sustanciales en ese tiempo se produjeron en el Este, debido a la inmigración de poblaciones de habla alemana a las tierras entonces poco pobladas de Brandeburgo, Pomerania y Bohemia, atraídos por las políticas implementadas por Prusia y Austria a finales del siglo XVII para atraer a los colonos a estas tierras. Es cuando el nuevo alto alemán se establece como lengua vehicular a través de las colonias del Este de Europa.
Desde finales del siglo XIX, sin embargo, se producen pérdidas significativas en estos territorios debido a las políticas de rusificación de las autoridades rusas, pero también por la resistencia de la población polaca a una mayor influencia migratoria alemana. Al final de la Segunda Guerra Mundial, las poblaciones de habla alemana de Bohemia y las tierras al este de la línea Oder-Neisse fueron expulsadas de dichos territorios.